# 朱口镇 (泰宁县)
朱口镇是中国福建省三明市泰宁县下辖的一个镇。

## 历史沿革
2005年，原龙湖镇并入朱口镇。

## 行政区划
朱口镇共辖19个行政村，分别是：
音山村、石辋村、寨色村、王坑村、赤坑村、擎布村、梅林村、朱口村、里家源村、源色村、洋发村、渠高村、神下村、凹头村、黄厝村、南坑村、尤源村、龙湖村、官田村。 